# Pteropus pumilus
Pteropus pumilus är en däggdjursart som beskrevs av Miller 1911. Pteropus pumilus ingår i släktet Pteropus och familjen flyghundar. IUCN kategoriserar arten globalt som nära hotad. Inga underarter finns listade.
Arten blir 155 till 180 mm lång, saknar svans och väger 145 till 200 g. Den har 103 till 113 mm långa underarmar, 34 till 40 mm långa bakfötter och 23 till 28 mm långa öron. Med sin långsträckta kraftiga nos och sina stora ögon liknar den andra flyghundar. Pälsen är tät och mjuk. Grundfärgen kan variera mellan ljusgrå och gulbrun. Kring axlarna förekommer en krage eller mantel av längre päls som kan ha en annan färg. Artens flygmembran har en brun till mörkbrun färg utan fläckar.
Denna flyghund förekommer på centrala Filippinerna. Arten vistas i låglandet och i bergstrakter upp till 1250 meter över havet. Habitatet utgörs nästan uteslutande av skogar.
Individerna vilar troligen i trädens bladverk. Ensamma exemplar eller mindre grupper besöker fikonväxter eller fruktbärande träd och äter frukter. Pteropus pumilus flyger liksom andra släktmedlemmar ovanför trädens kronor. Honor har en kull per år.